# Bejun Mehta
Bejun Mehta (né le 29 juin 1968 à Laurinburg) est un contreténor américain. 

## Biographie

### Petite enfance et famille
Mehta naît en 1968, à Laurinburg, Caroline du Nord, et grandit à Ann Arbor, Michigan. Son père, Dady Mehta, né à Shanghai  de parents indiens, est un cousin du chef d'orchestre Zubin Mehta ; il est pianiste et professeur de piano à l'université de l'Est du Michigan. Sa mère, Martha Ritchey Mehta d'Altoona, Pennsylvanie, est une journaliste qui travaille au bureau de développement du Museum of Art de l'Université du Michigan ; elle est soprano et la première professeure de chant de son fils,. Son frère, Navroj Mehta, est violoniste et directeur artistique du Ventura Music Festival.

### Début de carrière musicale
De neuf à quinze ans, Mehta est soprano solo lors de concerts et d'enregistrements. De son CD pour le label Delos en 1983 (Bejun DE 3019), Leonard Bernstein commente à son propos : « Il est difficile de croire à la richesse et à la maturité de la compréhension musicale de cet adolescent. »,. Il est nommé par le magazine Stereo Review comme le premier artiste d'enregistrement de l'année. 
Après que sa voix a mué, Mehta étudie le violoncelle, à la fois en tant que soliste et musicien d'orchestre, sous l'égide d'Aldo Parisot à l'Université de Yale et y obtient un diplôme en littérature allemande. Dans le même temps, il  effectue un stage à Delos, où il enregistre avec une voix de garçon. Cela le conduit à travailler en tant que Réalisateur artistique indépendant pour des labels tels que Sony/CBS, BMG/RCA, Deutsche Grammophon et Delos. Sa production de l’enregistrement final de Janos Starker sur les violoncelles de Bach (BMG / RCA 61436) remporte le Grammy Award 1997 pour la meilleure performance soliste instrumentale sans orchestre,. 
Mehta chante pendant plusieurs années comme baryton sans grand succès. « J'étais moyen, juste moyen », a-t-il déclaré. Il commence à expérimenter le chant dans la gamme des contre-ténors après avoir lu le profil du contre-ténor David Daniels dans  The New Yorker en 1997, dont les premières expériences semblent refléter la sienne. 
En 1998, il fréquente le programme de conservatoire d'été de l'Académie de musique de l'Ouest où Marilyn Horne, qui connaît son travail de garçon soprano, lui offre un parrainage par le biais de la Fondation Marilyn Horne, une organisation qui œuvre pour développer de nouveaux talents et préserver l'art du récital du chant. Il fait ses débuts à l'opéra comme contre-ténor la même année qu'Armindo dans une production de Partenope de Haendel à l’Opéra de New York. Deux mois plus tard, il remplace David Daniels, tombé malade lors d'une tournée de concerts internationaux.

### Carrière de contre-ténor
Mehta joue régulièrement les grands rôles de son répertoire avec des opéras de premier plan tels que Covent Garden, Bayerische Staatsoper, Opéra National de Paris, Théâtre du Châtelet, La Scala, Theater an der Wien, Berliner Staatsoper, Théatre de la Monnaie, Netherlands Opera, Barcelone Liceu, Teatro Real à Madrid, Metropolitan Opera, Chicago Lyric Opera, Los Angeles Opera, San Francisco Opera et New York City Opera. Il s'est produit aux festivals de Salzbourg, Glyndebourne, Édimbourg, Aix-en-Provence et Verbier, et aux London BBC Proms. 
Mehta exécute des programmes avec un répertoire allant du baroque à la musique contemporaine. Il joue au Concertgebouw d'Amsterdam, au Wigmore Hall de Londres, au Konzerthaus, à Vienne et au Wiener Musikverein, au Carnegie Hall et au Zankel Hall, à New York, au 92nd Street Y, au Palais des Beaux-Arts de Bruxelles, au Palau des Arts de Valence, au Teatro de la Zarzuela de Madrid, à la Cité de la musique à Paris, au Théâtre du Prince-Régent de Munich et aux festivals d'Édimbourg, Saint-Sébastien, Verbier, Schleswig-Holstein et les BBC Proms de Londres. Mehta dirige également l'Orchestre baroque belge B'Rock lors de concerts de symphonies Haydn et Mozart. 
Les rôles lyriques de Mehta comprennent, entre autres, Orlando dans Orlando,, Tamerlano dans Tamerlano, Giulio Cesare dans Giulio Cesare, Bertarido dans Rodelinda, Orfeo dans Orfeo ed Euridice, Oberon dans A Midsummer Night's Dream, Farnace dans Mitridate, Didymus dans Theodora, Hamor dans Jephtha, Cyrus dans Belshazzar, Arsamenes dans Xerxes, Andronico dans Tamerlano, Radamisto dans Radamisto, Riccardo Primo dans Riccardo Primo, Arsace dans Partenope, Masha dans Eötvös 's Three Sisters, Ottone dans Agrippina et Emone dans Antigone . 
Bejun Mehta a été filmé par CBS (60 Minutes II), A&E (Breakfast with the Arts), ORF 2 (Autriche), Arte (France) et ARD (Allemagne). Il est nommé pour l'Olivier Award pour sa représentation d'Orlando au Royal Opera House de Covent Garden. Ses principaux professeurs de chant sont Phyllis Curtin de l'Université de Boston (baryton) et Joan Patenaude-Yarnell de la Manhattan School of Music et Curtis Institute (contre-ténor). 
Le compositeur britannique George Benjamin écrit pour lui le rôle principal de son opéra Written on Skin, créé en 2012 à Aix-en-Provence. En 2013, il donne une « performance viscérale et magnifiquement chantée » dans l'enregistrement de la première mondiale de cet opéra. En 2014, Benjamin travaille sur une nouvelle pièce de concert pour Mehta qui est présentée en première mondiale en septembre 2016 au Concertgebouw d'Amsterdam,. 
Le disque Down de Mehta by the Salley Gardens, une collection sur l'art de la mélodie anglaise, sort en 2011 (avec Julius Drake / Harmonia Mundi ). Ombra Cara, l'enregistrement Mehta des airs de Haendel (Orchestre baroque de Fribourg / René Jacobs / Harmonia Mundi), reçoit l'Echo Klassik 2011 comme Enregistrement d'opéra de l'année. Les disques et DVD de Mehta incluent également Agrippina (BBC Music Magazine 2012 Opera Award, nommé pour un Grammy en tant que meilleur enregistrement d'opéra de l'année) et Belshazzar, tous deux chez Harmonia Mundi, Theodora (C-Major Entertainment/Unitel, présélectionné pour le Preis der Deutschen Schallplattenkritik), Mitridate (Decca), Messiah (Unitel Classics) et Britten's A Midsummer Night's Dream (Glyndebourne Label), George Benjamin 's Written on Skin (Nimbus CD, BBC Magazine 2014 Premiere Recording) de l'année ), Benjamin's Written on Skin (DVD Opus Arte, 2013 Royal Opera House, 2014 Gramophone Award-Contemporary ). Le CD solo de Mehta 2013 Che Puro Ciel ( Akademie für Alte Musik Berlin / René Jacobs / Harmonia Mundi), une collection d'airs classiques, reçoit Le Diamant d'Opera, le « Choc » de Classica et il est présélectionné pour le Gramophone Award 2014 dans la catégorie Récital. En 2014, Deutsche Grammophon / Archiv sort un nouvel enregistrement studio complet d' Orlando avec Mehta dans le rôle-titre (B'Rock / Jacobs), qui est sélectionné pour le Preis der Deutschen Schallplattenkritik. Toujours en 2014, ArtHaus sort une version cinématographique d’Orphée et Eurydice de Gluck, entièrement tourné sur place au Théâtre Cesky Krumlov dans lequel Mehta joue le rôle d'Orfeo et est le conseiller artistique. Mehta apparaît également sur El Maestro Farinelli, le premier enregistrement de Pablo Heras-Casado pour Deutsche Grammophon/Archiv (2014), chantant deux des airs les plus remarquables de Farinelli.
Il reçoit un accueil critique très positif.

## Discographie

### Récitals
- Bejun : Arias et mélodies - Los Angeles Chamber Orchestra (Delos DE 3019)
- Ombra Cara : Haendel, airs d'opéra - Orchestre baroque de Fribourg, René Jacobs (Harmonia Mundi HMC902077)
- Au pied des jardins de Salley : Mélodies anglaises - Avec Julius Drake (Harmonia Mundi HMC902093)
- Che puro ciel : The Rise of Classical Opera - Akademie für Alte Musik Berlin, René Jacobs (Harmonia Mundi HMC902172)[25]
- El Maestro Farinelli - Concerto Köln, Pablo Heras-Casado (DG/Archiv 479 2050)
- Cantata - pourtant je peux entendre - Akademie für Alte Musik Berlin (2018, Pentatone PTC 5186669)

### Opéras et oratorios
- Haendel, Rinaldo. (Mago cristiano). Académie de musique ancienne, Christopher Hogwood (Decca CD 467087
- Haendel, Giulio Cesare. (Tolomeo). Les Musiciens du Louvre, Marc Minkowski (Archiv 4742102)
- Peter Eötvös : Trois Sœurs. (Masha). Théatre du Chatelet, Peter Eötvös. Chatelet DVD / TV
- Haendel, Messie. (Alto / Middle Brother). Production entièrement mise en scène par Claus Guth, Ensemble Matheus, Jean-Christophe Spinosi, Theater an der Wien. Unitel / Classica DVD, C-Major Entertainment 703104
- Mozart, Mitridate. (Farnace). Les Musiciens du Louvre, Marc Minkowski, Festival de Salzbourg. Decca DVD, Unitel / 3Sat
- Haendel, Belshazzar. (Cyrus). Akademie für Alte Musik Berlin, René Jacobs (DVD Harmonia Mundi HMD 9909028.29)
- Haendel, Theodora. (Didyme). Orchestre baroque de Fribourg, Ivor Bolton, Festival de Salzbourg. Unitel / Classica DVD, C-Major Entertainment A04001521
- Haendel, Agrippina. (Ottone). Akademie für Alte Musik Berlin, René Jacobs (Harmonia Mundi HMC902088.90)
- Benjamin, Written on Skin. (Garçon / Ange 1). Orchestre de chambre Mahler, George Benjamin (Nimbus NI5885)[29]
- Benjamin, Written on skin. (Garçon / Ange 1). Orchestre du Royal Opera House Covent Garden, George Benjamin (DVD Opus Arte OA1125 D)
- Gluck, Orphée et Eurydice. (Orfeo). Collegium 1704, Vaclav Luks (DVD ArtHaus Musik 102184/108103)
- Haendel, Orlando. (Orlando). Orchestre B'Rock, René Jacobs (DG/Archiv 479 2199)

## Prix et distinctions
Il a reçu l'Echo Klassik, le Gramophone Award, le Diamant d'Opéra Magazine, le Choc de Classica, le Prix Traetta et a été nommé pour le Grammy Award, le Laurence Olivier Award et le Preis der Deutschen Schallplattenkritik,. 
Le critique du  journal Süddeutsche Zeitung, Michael Stallknecht, l'a qualifié de « sans doute le meilleur contre-ténor au monde aujourd'hui ». 